# Gran Premio de las Naciones de Motociclismo de 1988
El Gran Premio de las Naciones de Motociclismo de 1988 fue la quinta prueba de la temporada 1988 del Campeonato Mundial de Motociclismo. El Gran Premio se disputó el 22 de mayo de 1988 en el circuito de Imola.

## Resultados 500cc
A pesar de que Wayne Gardner ocupó la pole position, los problemas físicos del campeón le hicieron retrasarse y no poder luchar por el triunfo. La victoria fue para el estadounidense Eddie Lawson que se impuso con claridad para lograr la tercera victoria de la temporada.
| Pos.     | Piloto                | Equipo                                   | Moto      | Tiempo    | Pts. |
| -------- | --------------------- | ---------------------------------------- | --------- | --------- | ---- |
| 1        | Eddie Lawson          | Marlboro Yamaha Team Agostini            | Yamaha    | 48:17.160 | 20   |
| 2        | Wayne Gardner         | Rothmans Honda Team                      | Honda     | +15.510   | 17   |
| 3        | Wayne Rainey          | Team Lucky Strike Roberts                | Yamaha    | +26.740   | 15   |
| 4        | Kevin Schwantz        | Suzuki Pepsi Cola                        | Suzuki    | +32.860   | 13   |
| 5        | Kevin Magee           | Team Lucky Strike Roberts                | Yamaha    | +48.490   | 11   |
| 6        | Pierfrancesco Chili   | HB Honda Gallina Team                    | Honda     | +53.120   | 10   |
| 7        | Randy Mamola          | Cagiva Corse                             | Cagiva    | +1:15.110 | 9    |
| 8        | Shunji Yatsushiro     | Rothmans Honda Team                      | Honda     | +1:16.770 | 8    |
| 9        | Raymond Roche         | Cagiva Corse                             | Cagiva    | +1:17.210 | 7    |
| 10       | Tadahiko Taira        | Tech 21                                  | Yamaha    | +1:18.010 | 6    |
| 11       | Niall Mackenzie       | Team HRC                                 | Honda     | +1 Vuelta | 5    |
| 12       | Rob McElnea           | Suzuki Pepsi Cola                        | Suzuki    | +1 Vuelta | 4    |
| 13       | Alessandro Valesi     | Team Iberia                              | Honda     | +1 Vuelta | 3    |
| 14       | Marco Gentile         | Fior Marlboro                            | Fior      | +1 Vuelta | 2    |
| 15       | Patrick Igoa          | Sonauto Gauloises Blondes Yamaha Mobil 1 | Yamaha    | +1 Vuelta | 1    |
| 16       | Ron Haslam            | Team ROC Elf Honda                       | Elf Honda | +1 Vuelta |      |
| 17       | Alberto Rota          |                                          | Honda     | +1 Vuelta |      |
| 18       | Fabio Barchitta       | Racing Team Katayama                     | Honda     | +1 Vuelta |      |
| 19       | Bruno Kneubühler      | Romer Racing Suisse                      | Honda     | +1 Vuelta |      |
| 20       | Romolo Balbi          |                                          | Honda     | +1 Vuelta |      |
| 21       | Ari Ramo              |                                          | Honda     | +1 Vuelta |      |
| 22       | Peter Sköld           | Team Honda Sweden                        | Honda     | +1 Vuelta |      |
| 23       | Rachel Nicotte        | PVI Racing                               | Honda     | +1 Vuelta |      |
| 24       | Marco Papa            | Team Greco                               | Honda     | +1 Vuelta |      |
| 25       | Maarten Duyzers       | HDJ International                        | Honda     | +1 Vuelta |      |
| 26       | Nicholas Schmassman   | FMS                                      | Honda     | +1 Vuelta |      |
| Ret      | Steve Manley          | Gateford Motors                          | Suzuki    | Ret       |      |
| Ret      | Manfred Fischer       | Team Hein Gericke                        | Honda     | Ret       |      |
| Ret      | Daniel Amatriaín      | Ducados Lotus Guarz                      | Honda     | Ret       |      |
| Ret      | Christian Sarron      | Sonauto Gauloises Blondes Yamaha Mobil 1 | Yamaha    | Ret       |      |
| Ret      | Massimo Broccoli      | Cagiva Corse                             | Cagiva    | Ret       |      |
| Ret      | Roger Burnett         | Racing Team Katayama                     | Honda     | Ret       |      |
| Ret      | Didier de Radiguès    | Marlboro Yamaha Team Agostini            | Yamaha    | Ret       |      |
| Ret      | Jean Luc Demierre     |                                          | Suzuki    | Ret       |      |
| Ret      | Vittorio Scatola      | Road Racing Team Avia                    | Paton     | Ret       |      |
| Ret      | Fabio Biliotti        | Team Amoranto                            | Honda     | Ret       |      |
| DNQ      | Andreas Leuthe        |                                          | Suzuki    | DNQ       |      |
| DNQ      | Larry Moreno Vacondio |                                          | Suzuki    | DNQ       |      |
| DNQ      | Leandro Becheroni     |                                          | Honda     | DNQ       |      |
| Sources: |                       |                                          |           |           |      |

## Resultados 250cc
Carrera muy monolítica en el cuarto de litro. El francés Dominique Sarron consiguió la pole position y dominó la carrera de principio a fin. Los españoles Sito Pons y Joan Garriga fueron segundo y tercero respectivamente.
| Pos. | Piloto               | Moto            | Tiempo    | Pts. |
| ---- | -------------------- | --------------- | --------- | ---- |
| 1    | Dominique Sarron     | Honda           | 43:57.530 | 20   |
| 2    | Sito Pons            | Honda           | +8.640    | 17   |
| 3    | Juan Garriga         | Yamaha          | +15.880   | 15   |
| 4    | Masahiro Shimizu     | Honda           | +20.270   | 13   |
| 5    | Luca Cadalora        | Yamaha          | +28.040   | 11   |
| 6    | Reinhold Roth        | Honda           | +31.900   | 10   |
| 7    | Carlos Lavado        | Yamaha          | +34.890   | 9    |
| 8    | Jacques Cornu        | Honda           | +38.040   | 8    |
| 9    | Jean-Philippe Ruggia | Yamaha          | +40.130   | 7    |
| 10   | Anton Mang           | Honda           | +48.110   | 6    |
| 11   | Donnie McLeod        | EMC-Rotax       | +1:20.430 | 5    |
| 12   | Manfred Herweh       | Yamaha          | +1:21.200 | 4    |
| 13   | Harald Eckl          | Aprilia         | +1:21.630 | 3    |
| 14   | Stefano Caracchi     | Honda           | +1:25.560 | 2    |
| 15   | August Auinger       | Aprilia         | +1:26.570 | 1    |
| 16   | Massimo Matteoni     | Yamaha          | +1:34.290 |      |
| 17   | Paolo Casoli         | Garelli         | +1:42.880 |      |
| 18   | Siegfried Minich     | Yamaha          | +1 Vuelta |      |
| 19   | Javier Cardelús      | Aprilia         | +1 Vuelta |      |
| 20   | Jean Foray           | Yamaha          | +1 Vuelta |      |
| 21   | Urs Luzi             | Honda           | +1 Vuelta |      |
| 22   | Jean-Michel Mattioli | Yamaha          | +1 Vuelta |      |
| 23   | Urs Jücker           | Yamaha          | +1 Vuelta |      |
| Ret  | Martin Wimmer        | Yamaha          | Ret       |      |
| Ret  | Bruno Casanova       | Aprilia         | Ret       |      |
| Ret  | Helmut Bradl         | Honda           | Ret       |      |
| Ret  | Maurizio Vitali      | Gazzaniga-Rotax | Ret       |      |
| Ret  | Fausto Ricci         | Aprilia         | Ret       |      |
| Ret  | Marcellino Lucchi    | Honda           | Ret       |      |
| Ret  | Loris Reggiani       | Aprilia         | Ret       |      |
| Ret  | Alberto Puig         | Honda           | Ret       |      |
| Ret  | Andreas Preining     | Aprilia         | Ret       |      |
| Ret  | John Kocinski        | Yamaha          | Ret       |      |
| Ret  | Kevin Mitchell       | Yamaha          | Ret       |      |
| Ret  | Alain Bronec         | Honda           | Ret       |      |
| Ret  | Jean-François Baldé  | Défi-Rotax      | Ret       |      |
| DNQ  | René Zanatta         | Yamaha          | DNQ       |      |
| DNQ  | Guy Bertin           | Yamaha          | DNQ       |      |
| DNQ  | Bruno Bonhuil        | Honda           | DNQ       |      |
| DNQ  | Hans Lindner         | Honda           | DNQ       |      |
| DNQ  | Engelbert Neumair    | Aprilia         | DNQ       |      |
| DNQ  | Chris Martin         | Aprilia         | DNQ       |      |
| DNQ  | Ivan Palazzese       | Yamaha          | DNQ       |      |
| DNQ  | Iván Troisi          | Yamaha          | DNQ       |      |
| DNQ  | René Delaby          | Yamaha          | DNQ       |      |
| DNQ  | Jochen Schmid        | Honda           | DNQ       |      |
| DNQ  | Thierry Rapicault    | Fior            | DNQ       |      |
| DNQ  | Juan López Mella     | Honda           | DNQ       |      |
| DNQ  | Nedy Crotta          | Aprilia         | DNQ       |      |
| DNQ  | Marcello Iannetta    | Yamaha          | DNQ       |      |
| DNQ  | Vittorio Gibertini   | Yamaha          | DNQ       |      |

## Resultados 125cc
En el octavo di litro, triunfo para el piloto español Jorge Martínez Aspar y doblete histórico de Derbi con el segundo puesto de Manuel Herreros. El valenciano domina claramente la clasificación general.
| Pos. | Piloto               | Moto         | Tiempo    | Pts. |
| ---- | -------------------- | ------------ | --------- | ---- |
| 1    | Jorge Martínez Aspar | Derbi        | 39:16.430 | 20   |
| 2    | Manuel Herreros      | Derbi        | +8.700    | 17   |
| 3    | Ezio Gianola         | Honda        | +12.860   | 15   |
| 4    | Pier Paolo Bianchi   | Cagiva       | +13.670   | 13   |
| 5    | Hans Spaan           | Honda        | +13.820   | 11   |
| 6    | Luis Miguel Reyes    | Garelli      | +14.000   | 10   |
| 7    | Gastone Grassetti    | Honda        | +14.230   | 9    |
| 8    | Adi Stadler          | Honda        | +15.140   | 8    |
| 9    | Hisashi Unemoto      | Honda        | +35.150   | 7    |
| 10   | Johnny Wickström     | Honda        | +36.470   | 6    |
| 11   | Stefan Prein         | Honda        | +36.470   | 5    |
| 12   | Heinz Lüthi          | Honda        | +36.820   | 4    |
| 13   | Allan Scott          | Honda        | +39.350   | 3    |
| 14   | Jussi Hautaniemi     | Honda        | +40.270   | 2    |
| 15   | Julián Miralles      | Honda        | +46.630   | 1    |
| 16   | Esa Kytölä           | Honda        | +1 Vuelta |      |
| 17   | Josef Fischer        | Rotax        | +1 Vuelta |      |
| 18   | Alfred Waibel        | Waibel-Honda | +1 Vuelta |      |
| 19   | Kris Galatowicz      | Honda        | +1 Vuelta |      |
| 20   | Domenico Brigaglia   | Gazzaniga    | +1 Vuelta |      |
| 21   | Claudio Macciotta    | Honda        | +1 Vuelta |      |
| 22   | Koji Takada          | Honda        | +1 Vuelta |      |
| 23   | Hubert Abold         | Honda        | +1 Vuelta |      |
| 24   | Jean-Claude Selini   | Honda        | +1 Vuelta |      |
| 25   | Thierry Feuz         | Rieju        | +1 Vuelta |      |
| 26   | Stefano Bianchi      | Cardati      | +1 Vuelta |      |
| Ret  | Lucio Pietroniro     | Honda        | Ret       |      |
| Ret  | Gerhard Waibel       | Honda        | Ret       |      |
| Ret  | Javier Debón         | Arbizu       | Ret       |      |
| Ret  | Robin Appleyard      | Honda        | Ret       |      |
| Ret  | Andrea Brasini       | MBA          | Ret       |      |
| Ret  | Stefan Dörflinger    | Honda        | Ret       |      |
| Ret  | Mike Leitner         | LCR          | Ret       |      |
| Ret  | Corrado Catalano     | Aprilia      | Ret       |      |
| Ret  | Ian McConnachie      | Cagiva       | Ret       |      |
| DNS  | Fausto Gresini       | Garelli      | DNS       |      |
| DNQ  | Andrés Sánchez       | Rotax        | DNQ       |      |
| DNQ  | Serge Julin          | Rotax        | DNQ       |      |
| DNQ  | Paul Bordes          | Honda        | DNQ       |      |
| DNQ  | Taru Rinne           | Honda        | DNQ       |      |
| DNQ  | Robin Milton         | Rotax        | DNQ       |      |
| DNQ  | Jos van Dongen       | Honda        | DNQ       |      |
| DNQ  | Christian Le Badezet | Honda        | DNQ       |      |
| DNQ  | Bady Hassaine        | Honda        | DNQ       |      |
| DNQ  | Jörg Seel            | Seel         | DNQ       |      |
| DNQ  | Marco Cipriani       | Honda        | DNQ       |      |
| DNQ  | Manuel Hernández     | Honda        | DNQ       |      |
| DNQ  | Juan Ramon Bolart    | Cobas        | DNQ       |      |
| DNQ  | Bert Smit            | Honda        | DNQ       |      |
| DNQ  | Dario Marchetti      | Rotax        | DNQ       |      |
| DNQ  | Karl Dauer           | Hummel       | DNQ       |      |
| DNQ  | Serafino Foti        | Mondial      | DNQ       |      |

## Resultados 80cc
Segunda victoria consecutiva de la temporada para el piloto español Jorge Martínez Aspar, que consigue un doblete histórico después del triunfo en 125cc. El valenciano se impuso al suizo Stefan Dörflinger, que repite podio después del conseguido en 125cc.
| Pos. | Piloto               | Moto       | Tiempo    | Pts. |
| ---- | -------------------- | ---------- | --------- | ---- |
| 1    | Jorge Martínez Aspar | Derbi      | 31:49.85  | 20   |
| 2    | Stefan Dörflinger    | Krauser    |           | 17   |
| 3    | Manuel Herreros      | Derbi      |           | 15   |
| 4    | Àlex Crivillé        | Derbi      |           | 13   |
| 5    | Károly Juhász        | Krauser    |           | 11   |
| 6    | Bogdan Nikolov       | Krauser    |           | 10   |
| 7    | Peter Öttl           | Krauser    |           | 9    |
| 8    | Giuseppe Ascareggi   | BBFT       |           | 8    |
| 9    | Reiner Koster        | LCR        |           | 7    |
| 10   | René Dünki           | Krauser    |           | 6    |
| 11   | Jos van Dongen       | Casal      |           | 5    |
| 12   | Jörg Seel            | Seel       |           | 4    |
| 13   | Gabriele Gnani       | Gnani      |           | 3    |
| 14   | Bert Smit            | Krauser    |           | 2    |
| 15   | Serge Julin          | Casal      |           | 1    |
| 16   | Mathias Ehinger      | Krauser    |           |      |
| 17   | Paul Bordes          | Rieju      |           |      |
| 18   | Rudolf Kunz          | Rieju      |           |      |
| 19   | Lionel Robert        | Krauser    |           |      |
| 20   | Hans Koopman         | Rieju      |           |      |
| 21   | Stefan Brägger       | Casal      | +1 Vuelta |      |
| 22   | Ralf Hobl            | Krauser    | +1 Vuelta |      |
| 23   | Salvatore Milano     | Krauser    | +1 Vuelta |      |
| 24   | Kees Besseling       | CJB        | +1 Vuelta |      |
| 25   | Philippe Desmet      | Autisa     | +1 Vuelta |      |
| 26   | Stuart Edwards       | Casal      | +1 Vuelta |      |
| 27   | Alojz Pavlič         | Seel       | +1 Vuelta |      |
| 28   | Chris Baert          | Casal      | +1 Vuelta |      |
| Ret  | Adrie Nijenhuis      | Casal      | Ret       |      |
| Ret  | Günter Schirnhofer   | Krauser    | Ret       |      |
| Ret  | Heinz Paschen        | Kiefer     | Ret       |      |
| Ret  | Herri Torrontegui    | Autisa     | Ret       |      |
| Ret  | Javier Arumi         | Krauser    | Ret       |      |
| Ret  | Jacques Bernard      | Fantic     | Ret       |      |
| Ret  | Jaime Mariano        | Cobas      | Ret       |      |
| Ret  | Roberto Sassone      | BF         | Ret       |      |
| DNQ  | Mario Scalinci       | UFO        | DNQ       |      |
| DNQ  | Thomas Engl          | Krauser    | DNQ       |      |
| DNQ  | Francesco Fantini    | BBFT       | DNQ       |      |
| DNQ  | Ian McConnachie      | Autisa     | DNQ       |      |
| DNQ  | Dennis Batchelor     | Krauser    | DNQ       |      |
| DNQ  | Vincenzo Saffiotti   | UFO        | DNQ       |      |
| DNQ  | Sandro Paris         | UFO        | DNQ       |      |
| DNQ  | Otto Machinek        | Om-Spezial | DNQ       |      |
| DNQ  | Joaquin Gali         | Krauser    | DNQ       |      |
| DNQ  | Giuliano Tabanelli   | UFO        | DNQ       |      |